# 화덕헌
화덕헌(化德獻, 1965년 8월 8일~)은 대한민국의 제6대 부산광역시 해운대구의원이다.

## 학력
- 동아대학교 교육학과 학사 졸업

## 경력
- 사진 작가
- 진보신당 부산시당 해운대구 당원협의회 부위원장
- 2010.07~2014.06 제6대 부산광역시 해운대구의회 의원
- 2010.07~2012.07 제6대 부산광역시 해운대구의회 전반기 의회운영위원회 위원
- 2010.07~2012.07 제6대 부산광역시 해운대구의회 전반기 주민도시보건위원회 위원
- 2010.07~2012.07 제6대 부산광역시 해운대구의회 전반기 예산결산특별위원회 위원
- 2012.07~2014.06 제6대 부산광역시 해운대구의회 후반기 기획관광행정위원회 위원
- 노동당 부산시당
- 이문열 책반환운동 기획자
- 해운대 장애인자립생활센터 운영위원
- 메아리 도서관 관장
- 해운대 바다상점 출판
- 자원 재사용 디자이너

## 수상
- 2010 오늘의 작가상 수상
- 2017 최우수마을기업(행정자치부 장관상) 수상

## 역대 선거 결과
|  | 37.55% |

|  | 13.32% |